# Lyndon (Illinois)
Lyndon – wieś w Stanach Zjednoczonych, w stanie Illinois, w hrabstwie Whiteside.